# Уилард Гибс
Джосая Уилард Гибс (на английски: Josiah Willard Gibbs; р. 11 февруари 1839, п. 28 април 1903) е американски математик, физик и физикохимик. Завършва университета в Йейл, където става професор и преподава математическа физика в периода 1871 – 1903.
Допринася значително за развитието на физиката, химията и математиката. Заедно с Джеймс Максуел и Лудвиг Болцман създава статистическата механика (той предлага названието), която обяснява законите на термодинамиката като следствия от свойствата на статистически ансамбли, описващи възможните състояния на физическа система, съставена от множество частици. Математическата му теория на термодинамиката до голяма степен предопределя развитието на всички съвременни точни науки и на естествознанието като цяло. Трудовете му относно приложенията на термодинамиката са решаващи за създаването на физикохимията като наука, особено с книгата За равновесието на хетерогенните вещества (On the Equilibrium of Heterogeneous Substances) от 1876 година. Гибс работи и върху приложението на уравненията на Максуел за решаване на задачи във физическата оптика. Той е един от създателите на векторния анализ (независимо от английския учен Оливър Хевисайд, който работи по същата тема). Книгата му Векторен анализ от 1881 г., въвежда векторните методи във физиката.
С името му са свързани много величини и понятия от термодинамиката: свободна енергия на Гибс, парадокс на Гибс, Правило за фазите на Гибс – Хелмхолц, триъгълник на Гибс – Розебом, уравнения на Гибс – Дюгем и др.